# Iraota lazarena
Iraota lazarena är en fjärilsart som beskrevs av Felder 1862. Iraota lazarena ingår i släktet Iraota och familjen juvelvingar. Inga underarter finns listade i Catalogue of Life.